# Sofia Yablonska
Sofia Yablonska-Oudin (en ucraniano: Софія Яблонська-Уден; en francés: Sophie Yablonska-Oudin; 15 de mayo de 1907- 4 de febrero de 1971) fue una escritora de viajes, fotógrafa y arquitecta ucraniano-francesa. Nació en el Reino de Galitzia y Lodomeria, pero vivió de forma itinerante. Su familia se trasladó a Rusia durante la Primera Guerra Mundial y regresó al oeste de Ucrania en 1921. A finales de la década de 1920 emigró a París. En París, Yablonska comenzó a trabajar como  periodista y a viajar por el mundo. Más tarde recogió esta experiencia en la publicación de tres libros. En 1950 Yablonska se retiró a Noirmoutier con su marido y sus tres hijos (entre ellos Jacques Oudin futuro senador de Francia) y comenzó a formarse como arquitecta.

## Infancia
Yablonska nació en Germaniv (ahora Tarasivka (Pustomyty Rainon), en el Reino Habsburgo de Galitzia y Lodomeria, cerca de Lemberg (ahora Lviv). Su padre era Ivan Yablonski, un sacerdote y médico greco-católico ucraniano, y su madre también era de una familia sacerdotal.
Durante la Gran retirada del Ejército Imperial Ruso de Galitzia en 1915, la familia se trasladó a Taganrog, en el sur de Rusia. En 1921, los Yablonska regresaron a Galitzia y establecieron su residencia primero en Kozyova y luego en Yalinkova, donde las dificultades económicas llevaron a la división de la familia. Yablonska y su hermano, Yaroslav, inicialmente vivieron con sus parientes en Yazlovets, cerca de Buchach, y posteriormente se trasladaron a Ternopil. Allí asistió al Gymnasium y aprendió costura, contabilidad y actuación. En 1927, con 20 años, emigró a París  para asistir a la escuela de cine y convertirse en actriz. Yablonska trabajó como limpiadora de ventanas, antes de obtener un pequeño papel en una película de Pathé, y también trabajó como modelo.

## Trayectoria periodística y viajera
Mientras vivió en París, Yablonska hizo amigos en la escena artística parisina. Entre ellos estaba Stepan Levynsky, un orientalista y compañero migrante ucraniano quien convenció a Yablonska para que se convirtiera en reportera gráfica y viajara por el mundo. Su carrera la llevaría a Marruecos, China, Sri Lanka, Laos, Camboya, Java, Bali, Tahití, Australia, Estados Unidos y Canadá. A lo largo de la década de 1930, publicó artículos sobre sus viajes en revistas como Women's Fate  (en ucraniano: Жіноча доля) y New Home (en ucraniano: Нова хата). El trabajo y los viajes de Yablonska la convirtieron en una de las primeras mujeres directoras de fotografía documental. Un tema recurrente de su trabajo fueron los efectos negativos del colonialismo europeo en la cultura local y sus propias dificultades con los europeos occidentales.
En 2015 la  editorial ucraniana Pyramid reeditó los tres diarios de viaje de Yablonska.

### Marruecos
A principios de 1929, viajó a Marruecos y pasó tres meses en este país. Esta experiencia la plasmó en la obra Encanto de Marruecos (Char Marokko; en ucraniano: Чар Марокко), publicada por la Sociedad Científica Shevchenko en 1932. El libro es una recopilación de los encuentros de Yablonska con la cultura tradicional marroquí, estructurado como un diario e ilustrado con 12 fotografías. En 1973 fue traducido al francés por Marta Kalytovska y en 2020 se publicó una edición alemana.

### China
Yablonska regresó a Francia desde Marruecos el mismo año de su partida. Allí encontró trabajo y  realizó documentales para la Societe Indochine Films et Cinema, inspirándose en Levynsky, y decidió viajar a China donde conoció a Jean Oudin, embajador francés con quien se casó en 1933. La pareja tuvo tres hijos en China y la Indochina francesa, y residió en ambos países hasta 1946. Yablonska utilizó de fachada un negocio falso para registrar el tráfico callejero diario en China para introducir a los transeúntes chinos en la cultura ucraniana. Escribió From the Land of Rice and Opium (Z kraïny ryzhu ta opiiu; З країни рижу та опію), publicado en 1936, a partir de sus experiencias en China y el sudeste asiático. Le siguió en 1939 Far Horizons (Daleki obriï; Далекі обрії).

## Regreso a Francia
Yablonska y su familia regresaron a París en 1946. En 1950 se trasladaron a la isla de Noirmoutier donde ella trabajó como arquitecta. Jean murió en 1955 y Yablonska el 4 de febrero de 1971 en un accidente automovilístico mientras se dirigía a París con el manuscrito de su última obra, Dos pesos, dos medidas (Dvi vahy—dvi miry; Дві ваги — дві міри). Sofia y Jean fueron enterrados en Vernouillet, Yvelines, y trasladados en 1973 a Noirmoutier.

## Lista de obras

### Libros

#### Literatura de viajes
- Le Charm of Marruecos (Char Marokko; en ucraniano: Чар Марокко; El encanto de Marruecos; Der Charme von Marokko. cuaderno de viaje):
  - Ucrania: Lviv: Sociedad Científica Shevchenko, Lviv, 1932 OCLC 81406147
  - Francia: París [sn] 1973 París Impr. PIUF (en francés) OCLC 461501331
  - Ucrania: Rodovid 2018 (en ucraniano) ISBN 978-617-7482-27-6.
  - Alemania: KUPIDO Literaturverlag 2020 (en alemán) ISBN 978-3966750103.
- Au pays du riz et de l'opium (Z kraïny ryzhu ta opiiu; З країни рижу та опію; From the Land of Rice and Opium):
  - Ucrania: Lviv: Biblioteka "Dila" (2 vols) 1936 (en ucraniano) OCLC 234320099
  - Francia: París: Nouv. ed. latinos, policía. 1986 (en francés) ISBN 2-7233-0338-1 /ISBN 9782723303385.
  - Ucrania: Rodovid 2018 (en ucraniano) ISBN 978-617-7482-28-3.
- Dos pesos, dos medidas (Dvi vahy—dvi miry; Дві ваги — дві міри; Deux poids – deux mesures: contes et essais):
  - Francia: París 1972 (en ucraniano) OCLC 8970309
  - Francia: París 1972 (en francés).
- L'année ensorcelée: Nouvelle:
  - Francia: París [La Guérinière] [M. Kalytovska] 1972 París Impr. PIUF (en francés).
- Les horizons lointains (Daleki obriï: podoroz︠h︡ni narysy; Daleki gorryzonty; Distant Horizons):
  - Ucrania: Lviv: Biblioteka "Dila" (2 vols): 1939 OCLC 44819137
  - Francia: París: Nouvelles éditions latines, 1977 (en francés) ISBN 2-7233-0003-X /ISBN 9782723300032.
  - Ucrania: Kiev: Rodovid 2018 (en ucraniano)ISBN 978-617-7482-29-0.
- Mon enfance en Ucrania: Souvenirs sur mon père (Kniga pro bat:':ka z mogo ditinstva; Libro sobre [mi] padre: desde mi infancia):
  - Francia: 1977,
  - Francia: París: Nouvelles éditions latines, 1981 (en francés) ISBN 2-7233-0114-1 /ISBN 9782723301145.
  - Francia: Edmonton Paris Slovo [1978] París Impr. PIUF (en ucraniano) OCLC 461588983

- Листи з Парижа. Листи з Китаю: Подорожні нариси, новели, оповідання, есеї, інтерв'ю (Lysty z Paryza. Lysty z Kytaju. Podorozni narysy, nowely, opowidannia, interwju).
  - Ucrania: Piramida 2018 (en ucraniano) ISBN 978-966-441-518-4.
- Чар Марока. З країни рижу та опію. Далекі обрії (3 en 1 volumen).
  - Ucrania: Piramida 2015 (en ucraniano) ISBN 978-966-441-381-4.

#### Fotografía
- Teoura: Sophie Jablonska (Introducción: Oksana Zabozhko):
  - Ucrania: Kiev: Rodovid 2018 (en ucraniano; fotografías de Sofia Yablonska-Oudin) ISBN 978-966-7845-40-7.